# 桂坫
桂坫（?—?），廣東省廣州府南海縣人，清朝政治人物、同進士出身。
光緒二十年（1894年），参加光緒甲午科殿試，登進士三甲27名。同年五月，改翰林院庶吉士。光緒二十一年四月，散館，授翰林院檢討。后历任浙江严州府知府，国史馆总纂，1915年任广东通志馆总篆，著有《晋砖宋瓦实类稿》、《科学韵语》、《说文简易释例》等。

## 家庭
- 父：桂文灿：经学家。曾主持修撰《广东图志》，任湖北郧县知县。